# Parador Málaga Golf

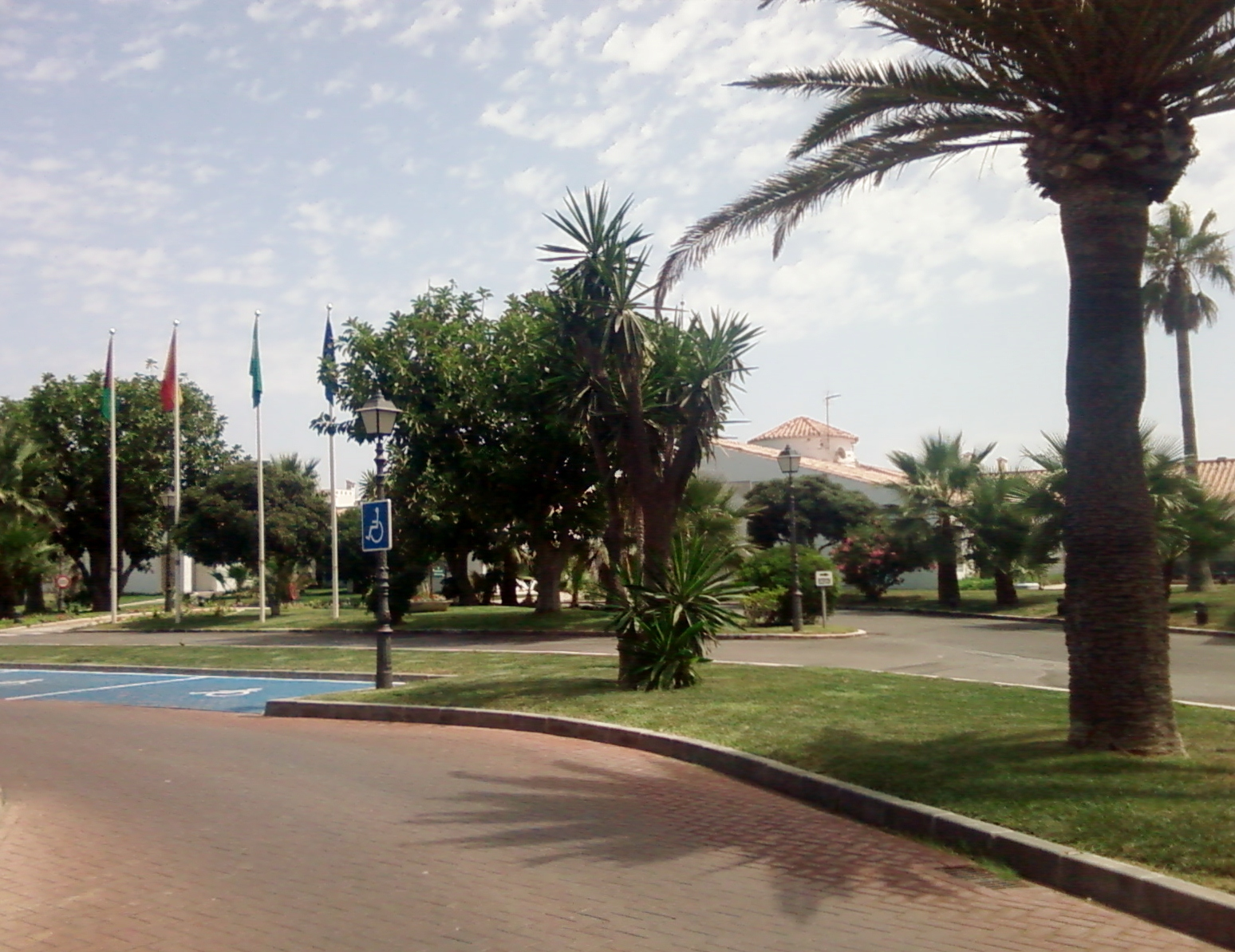
Parador Málaga Golf.

El Parador Málaga Golf es uno de los alojamientos turísticos perteneciente a la red de Paradores Nacionales de Turismo, situado en el distrito de Churriana de la ciudad española de Málaga.
Ubicado cerca de la desembocadura del río Guadalhorce y junto a la playa de San Julián, fue inaugurado en 1925, por lo que se trata del complejo de golf más antiguo de la Costa del Sol. De estilo racionalista, fue diseñado por el escocés Tom Simpson y rediseñado por Robert Trent Jones en 1956. 
El complejo se compone de un conjunto de edificios e instalaciones de dos alturas, dispuestos en torno a un jardín central con piscina que se abre al campo de golf en el que está integrado el complejo. Por su valor patrimonial está protegido a nivel municipal.